# El rostro ajeno (película)
El rostro ajeno (en japonés: 他人の顔, Hepburn: Tanín no Kao) es una película japonesa de la Nueva Ola, dirigida por Hiroshi Teshigahara en 1966, y basada en la novela homónima de 1964, escrita por Kōbō Abe.La historia sigue a Okuyama, un ingeniero que sufre graves quemaduras faciales en un accidente laboral y recibe un nuevo rostro en forma de una máscara realista.

## Argumento
El ingeniero Okuyama sufrió una desfiguración en el rostro a causa de una explosión en un accidente industrial, por lo que ahora lleva vendajes para cubrir las quemaduras. Sintiéndose aislado y rechazado físicamente por su esposa, consulta a un psiquiatra. Al ver la frustración que Okuyama experimenta debido a su desfiguración facial, el psiquiatra le propone, aparentemente con gran reticencia, la creación de una máscara protésica experimental.
El psiquiatra y Okuyama ofrecen a un hombre 10,000 yenes para que sirva como modelo para la máscara, la cual es construida y adaptada al rostro de Okuyama. El psiquiatra exige que Okuyama le informe regularmente sobre sus sensaciones y pensamientos, y le advierte que la máscara puede alterar tanto su comportamiento y personalidad que podría dejar de ser la misma persona. Okuyama no le cuenta a nadie sobre la máscara, y simplemente vive como un hombre nuevo, diciéndole a su esposa que está de viaje por negocios mientras alquila un apartamento cercano. Prueba la efectividad de la máscara con una secretaria de su empresa, quien no lo reconoce, y con la hija con discapacidad mental del conserje del apartamento, quien sí lo reconoce. Durante una reunión entre Okuyama y el psiquiatra, este último se da cuenta de que su paciente ya ha cambiado, e imagina un mundo en el que la máscara se produce en masa, eliminando así todo sentido de moralidad.
Okuyama decide seducir a su esposa usando su nueva identidad. Cuando ella accede demasiado fácilmente, él se enfurece y revela su verdadera identidad. Ella, a su vez, le dice que había sabido quién era desde el primer momento en que se acercó a ella. Él intenta persuadirla de darle una nueva oportunidad a su relación, pero ella lo rechaza, diciendo que no puede perdonar su intento de engañarla al pretender que la máscara era su verdadero rostro. Más tarde, Okuyama intenta violar a una mujer en la calle, afirmando ser nadie cuando es arrestado. Es liberado gracias a su psiquiatra (cuya tarjeta de presentación la policía encontró en el bolsillo de Okuyama), quien testifica que Okuyama es su paciente y que no es violento. Mientras caminan juntos por las calles esa noche, ven que todos los demás también llevan una máscara. El psiquiatra le pide a Okuyama que le devuelva la máscara, pero luego cambia de opinión y decide dejar que se la quede, ya que es un hombre libre. Al despedirse con un apretón de manos, Okuyama lo apuñala hasta matarlo.
Entretejida a lo largo de la película se encuentra una historia separada (presente en la novela original de Abe en forma de una película que el protagonista ve en un cine y luego relata) de una joven cuyo rostro, por lo demás hermoso, está gravemente desfigurado en la mejilla derecha y el cuello. Ella trabaja en un pabellón psiquiátrico, cuyos pacientes incluyen a muchos veteranos de la Segunda Guerra Mundial, y vive con su hermano. Las imágenes de estas secuencias, su preocupación recurrente por la llegada de otra guerra, y su pregunta a su hermano si aún recuerda el mar en Nagasaki (presumiblemente de su infancia allí), sugieren que sus cicatrices son el resultado del bombardeo atómico de esa ciudad.Al igual que Okuyama, ella se siente aislada debido a su desfiguración. Durante un viaje a una posada junto al mar con su hermano, ella hace un avance romántico hacia él, al que él responde favorablemente. A la mañana siguiente, vestida completamente de blanco, se quita los zapatos y camina hacia el océano, probablemente con la intención de suicidarse. Al verla desde la ventana de la posada, su hermano grita desesperado.

## Reparto
- - Tatsuya Nakadai como Sr. Okuyama
  - Machiko Kyō como Sra. Okuyama
  - Mikijirō Hira como Psiquiatra
  - Kyōko Kishida como Enfermera Kyoko
  - Eiji Okada como El Jefe
  - Minoru Chiaki como Conserje del Apartamento
  - Hideo Kanze como Paciente Masculino
  - Kunie Tanaka como Paciente en el Hospital Mental
  - Etsuko Ichihara como Chica del Yo-Yo
  - Bibari Maeda como Cantante en el Bar
  - Miki Irie como Chica con Cicatriz
  - Eiko Muramatsu como Secretaria
  - Yoshie Minami como Anciana
  - Hisashi Igawa como Hombre con Lunar
  - Kakuya Saeki como Hermano Mayor de la Chica con Cicatriz

## Producción
Una imagen recurrente es la de orejas grandes y pequeñas que aparecen en la escenografía en varias escenas. Estas orejas fueron diseñadas y esculpidas por el escultor japonés Tomio Miki.
La oficina del psiquiatra, un extraño espacio en blanco con particiones de vidrio, fue diseñada por el arquitecto Arata Isozaki, un amigo de Teshigahara. Las paredes de vidrio están pintadas con las líneas de Langer y el Hombre de Vitruvio de Leonardo da Vinci.
La película utiliza varias duplicaciones de planos, tanto repitiendo tomas de forma literal como colocando al personaje principal en tomas casi idénticas dos veces. El ejemplo más evidente es el de los dos alquileres de apartamentos por parte de Okuyama, una vez enmascarado y otra con su nuevo rostro. Estas duplicaciones destacan la doble existencia de Okuyama.

## Estreno
El rostro ajeno tuvo una proyección especial el 15 de julio de 1966 en Japón, donde fue distribuida por Toho. La película se estrenó de manera general en Japón el 23 de septiembre de 1967.
En Estados Unidos, la película tuvo un estreno en cines el 9 de junio de 1967. Fue reestrenada en Estados Unidos en mayo de 1975 por Rising Sun y Toho.

## Recepción
El rostro ajeno no fue bien recibida fuera de Japón, ya que el público y los críticos sintieron en gran medida que no estuvo a la altura de la película anterior de Teshigahara, La mujer de la arena. Aunque fue exitosa en Japón, la película fue un fracaso crítico y financiero a nivel internacional.
Vincent Canby, de The New York Times, escribió en 1974: "Como ficción es demasiado fantasiosa para ser seriamente convincente y demasiado superficial para ser especialmente provocadora de pensamiento". En 2008, el académico de cine Alexander Jacoby la calificó como "una fantasía defectuosa" cuyo interesante tema sufre por la "caracterización insípida" del protagonista.
Desde entonces, la película ha mejorado su valoración crítica. En el agregador de reseñas Rotten Tomatoes, la película tiene una calificación de aprobación del 100% basada en 7 reseñas, con una calificación promedio de 7.5/10. Jonathan Rosenbaum, del Chicago Reader, defendió la película en su reseña de 2005, calificándola como "más apetecible" que los trabajos anteriores de Teshigahara, con un tema "brillantemente y de manera imaginativa explorado" y una actuación "potente".

## Premios
El rostro ajeno recibió dos premios en los Mainichi Film Awards por Mejor Dirección Artística y Mejor Banda Sonora.